# Lista planetelor minore care intersectează orbita lui Saturn

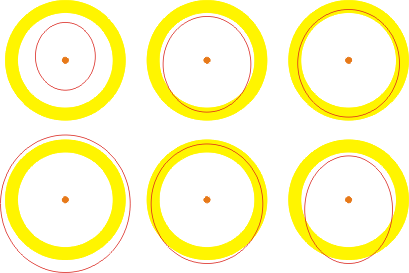
Diagrama ne arată traiectoriile diferitor asteroizi. Cu galben este marcată orbita lui Saturn; linia roșie marchează traseul asteroidului.
Grazer intern: sunt în mijloc și sus
Grazer extern: sunt în mijloc și jos
Care intersectează orbita: sunt la dreapta și jos
Co-orbitali: sunt la dreapta și sus

Un obiect care intersectează orbita lui Saturn este o planetă minoră a cărei orbită o intersectează pe cea a lui Saturn. 944 Hidalgo este singurul gazer inter care intersectează orbita lui Saturn. Majoritatea obiectelor, dar nu toate, sunt centauri. Obiectele cunoscute care intersectează orbita lui Saturn (din 2005) sunt:
Notă: Planetele minore care intră în orbita lui Saturn din interior (Grazer intern) sunt marcate cu †.
- 944 Hidalgo †
- 2060 Chiron
- 5145 Pholus
- 5335 Damocles
- 8405 Asbolus
- (15504) 1999 RG33
- 20461 Dioretsa
- 31824 Elatus
- 32532 Thereus
- (37117) 2000 VU2
- 52872 Okyrhoe
- 60558 Echeclus
- (63252) 2001 BL41
- (65407) 2002 RP120⁠(d)